# Bracon medioimpressus
Bracon medioimpressus är en stekelart som beskrevs av Granger 1949. Bracon medioimpressus ingår i släktet Bracon och familjen bracksteklar. Inga underarter finns listade.